# Heinrich Leo

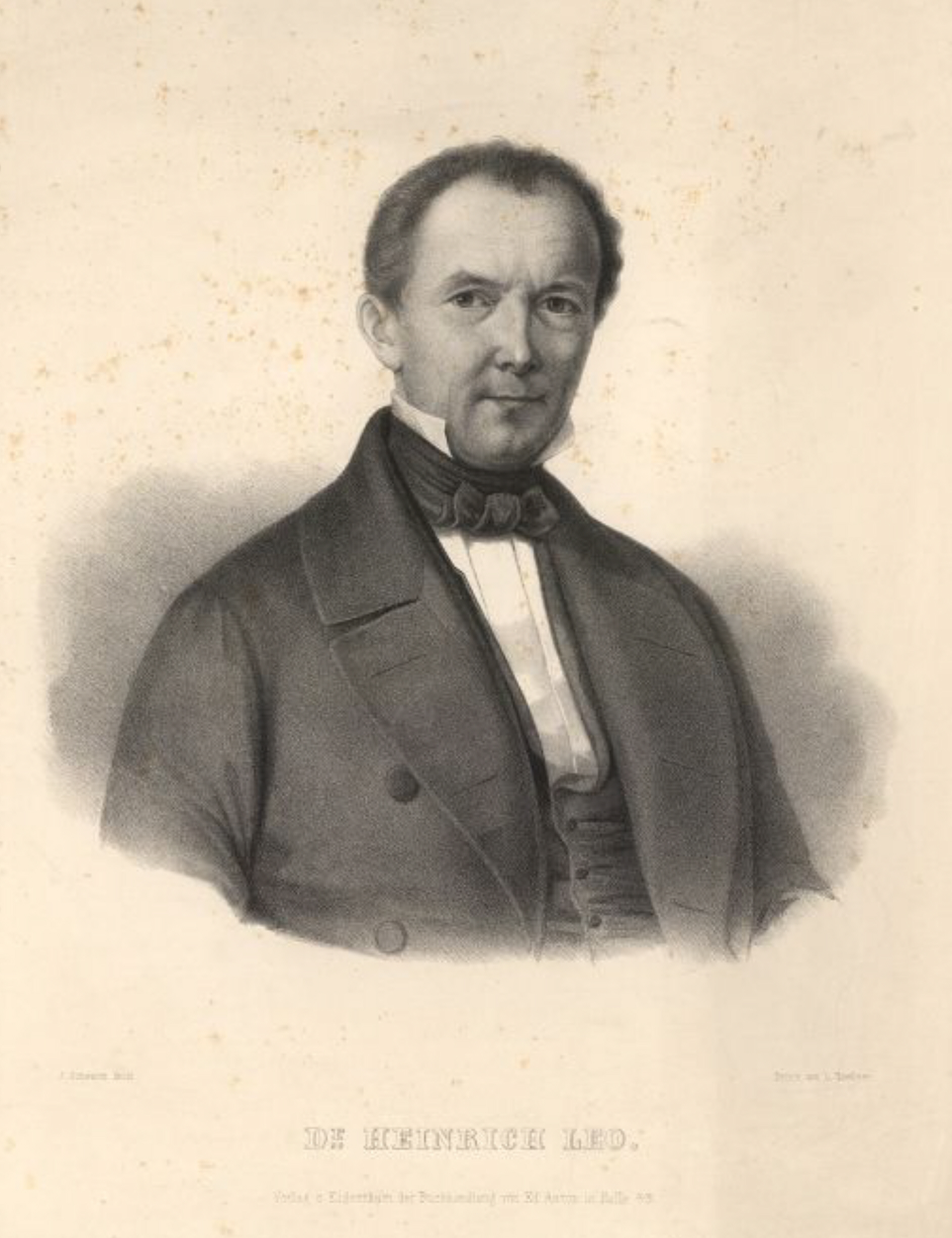
Heinrich Leo, vor 1860

Heinrich Leo (* 19. März 1799 in Rudolstadt; † 24. April 1878 in Halle) war ein deutscher Historiker und preußischer Politiker.

## Leben
Leo, ein Sohn des Garnisonpredigers Johann Wilhelm Friedrich Leo (1766–1807), begann 1816 mit 17 Jahren ein Medizinstudium in Breslau und wurde im selben Jahr beim Corps Teutonia I aktiv. Durch die Bekanntschaft mit Turnvater Jahn und Karl Wilhelm Göttling wechselte Leo im Sommer 1817 an die Universität Jena, um dort Philologie zu studieren. Mit der Urburschenschaft, in der er 1817 Mitglied geworden war, nahm er am 18. Oktober 1817 am Wartburgfest teil. Barhäuptig trug er die deutsche Fahne von Jena bis Eisenach (vgl. Schwarz-Rot-Gold).
Nach der Ermordung des Schriftstellers August von Kotzebue am 23. März 1819 durch Karl Ludwig Sand wechselte Leo an die Universität Göttingen. Nach eigenem Bekunden wurde er dabei vor allem durch Karl Friedrich Eichhorn, Gustav von Hugo und Barthold Georg Niebuhr beeinflusst. In Göttingen begann Leo Geschichte zu studieren und konnte dieses Studium an der Universität Erlangen mit seiner Dissertation Über die Verfassung der lombardischen Städte 1820 erfolgreich beenden. 1820 wurde er Mitglied der Erlanger Burschenschaft.
Als Privatdozent brach Leo mit den politischen Verbindungen seiner Studentenzeit und trat fortan auch als Gegner dieser „demagogischen Umtriebe“ auf. 1822 ließ er sich in Berlin nieder  und begann bei Georg Wilhelm Friedrich Hegel Philosophie zu studieren.
Mit dessen Theorien versuchte er geschichtliche Abläufe in einen metaphysischen Kontext zu stellen. Allerdings verwarf er später das Hegelsche System genau so konsequent, wie er seine politische Anschauung geändert hatte.
Um die Geschichte der italienischen Munizipien im Mittelalter an Ort und Stelle zu studieren, hielt sich Leo zwischen 1823 und 1824 in Italien auf; großzügig unterstützt von der Fürstin von Schwarzburg-Rudolstadt. Aus den Ergebnissen dieser Forschungen entstand dann Ende 1824 in Berlin seine Habilitations-Schrift Die Entwickelung der Verfassung der lombardischen Städte.
Bereits kurze Zeit darauf erhielt Leo einen Ruf an die Kaiserliche Universität Dorpat im Gouvernement Livland, den er allerdings ablehnte. Bis 1827 blieb er der Berliner Universität als „a. o. Prof. für Geschichte“ erhalten.
In diesem Jahr legte Leo seine Ämter nieder und zog sich in seine Vaterstadt Rudolstadt zurück. Aber bereits im darauffolgenden Jahr folgte er einem Ruf an die Universität Halle und wurde dort 1830 zum „o. Prof. für Geschichte“ ernannt. Ab dieser Zeit war auch eine radikale Änderung seiner religiösen Ansichten zu bemerken. Trat er anfangs noch für den Rationalismus ein, konnte man ihn später immer häufiger als Vertreter des Obskurantismus und der politischen Reaktion sehen.
Neben seiner Lehrtätigkeit veröffentlichte Leo zahlreiche Aufsätze in verschiedenen Zeitungen; u. a. im Berliner politischen Wochenblatt, der Evangelischen Kirchenzeitung oder dem Halleschen Wochenblatt. Hier polemisierte Leo in oft sehr drastischer Weise gegen den herrschenden Zeitgeist. Aber auch seine Streitschriften, wie z. B. Herr Dr. Diesterweg und die deutschen Universitäten (gegen Adolph Diesterweg) oder Die Hegelingen (gegen Arnold Ruge), wurden von Zeitgenossen kontrovers diskutiert.
In seinen weiteren Veröffentlichungen, wie z. B. Vorlesungen über die Geschichte des deutschen Volks und Reichs, zog er die letzten Konsequenzen seiner reaktionären politischen und kirchlichen Anschauungen. Leo stellte sich damit nahezu vollständig gegen jegliche Neuerung und befehdete eine ganze Generation.
Leo wandte sich vehement gegen die Emanzipationsbestrebungen der deutschen Juden in den 1840er Jahren. Er schwärmte von der Reinheit des Bluts und warnte vor den angeblich negativen Folgen jeglicher Art der „Rassenmischung“.
Trotzdem ist Leo weder als Rassist noch als Antisemit im heutigen Sinne einzustufen, da er grundsätzlich jedem Naturalismus fernblieb. Christoph v. Maltzahn drückt es folgendermaßen aus: Gerade weil die Juden trotz ihrer Zerstreuung ihre deutliche Eigentümlichkeit bewahrt haben, darf eine Judenemanzipation nicht sein. Jeder darf hingeben, was sein ist, aber nicht, was die volkstümliche Art als „Familieneigentum“ geerbt und weiterzuvererben ist. Hierfür ist er bloss Verwalter von Gütern, die „zu mischen, zu verwahrlosen, zu verschleudern, zu veräussern ein Diebstahl ist an heiligen Dingen.“ Leo wertet die „sittliche Bildung“ der Juden nicht als geringer als etwa die deutsche, sondern nur als anders eigentümlich. Die Eigentümlichkeiten aber gehen bei einer durch Emanzipation bewirkten Mischung zugrunde: „die Frage von der Zulässigkeit des Selbstmordes und die von der Emanzipation der Juden dreht sich auf denselben Angeln.“
In den politischen Wirren der Märzrevolution in Preußen war Leo ebenso politisch aktiv wie auch danach in der Zeit der Reaktion. Nach 1850 wurde Leo in Preußen Mitarbeiter der Kreuzzeitung und übte dort bald schon einen nicht unbedeutenden Einfluss aus. In seinen Artikeln scheute er keinerlei Konflikte; er bekämpfte alle deutschen Einheitsbestrebungen und beteiligte sich auch an Verhandlungen der strengen Lutheraner über eine Vereinigung mit der katholischen Kirche.
Mit Wirkung vom 20. November 1863 wurde Leo Mitglied des Preußischen Herrenhauses auf Lebenszeit. Dort beteiligte er sich aber kaum noch an Debatten oder Diskussionen und zog sich bald schon resigniert von der politischen Bühne zurück; auch seine Pflichten und Ämter an der Universität legte er bald darauf nieder. Die letzten Jahre seines Lebens war Leo „gehirnleidend“ und starb fünf Wochen nach seinem 79. Geburtstag am 24. April 1878 in Halle.
Zwei Jahre nach seinem Tod erschien ein erster Teil (bis 1822) seiner Autobiographie Aus meiner Jugendzeit; eine anschauliche Schilderung des damaligen deutschen Universitätslebens.
Seine einzige Tochter Emma war mit dem späteren Präsidenten des Oberlandesgerichts Rostock, Johann Friedrich Budde, verheiratet.

## Rezeption
Neben seinen Forschungen in Geschichte und Rechtsgeschichte sind vor allem Leos Arbeiten der Literatur und Literaturgeschichte hervorzuheben; z. B. Altsächsische und angelsächsische Sprachproben oder Beowulf. Auch über die keltische Sprache hatte er wichtige Beiträge geliefert. Eine seiner letzten Veröffentlichungen war 1872/77 sein Angelsächsisches Glossar.

## Mitgliedschaften
Heinrich Leo war Mitglied der Deutschen Morgenländischen Gesellschaft.

## Werke (Auswahl)
- Über die Verfassung der lombardischen Städte (1820, Dissertation)
- Die Entwickelung der Verfassung der lombardischen Städte. Hamburg 1824 (Habilitation)
- Vorlesungen über die Geschichte des Jüdischen Staates; gehalten an der Universität zu Berlin. Duncker & Humblot, Berlin 1828  (Google Books).
- Lehrbuch der Geschichte des Mittelalters. Eduard Anton, Halle 1830.
  - Band 1 (Google Books).
  - Band 2 (Google Books).
- Zwölf Bücher niederländischer Geschichten. Halle 1832/35 (2 Bde.)
- Geschichte der italienischen Staaten. Perthes, Hamburg 1829/30 (5 Bde.)
  - Band 1: Jahre 568 bis 1125, Hamburg 1829 (Google Books).
  - Band 2: Von 1125 bis 1268, Hamburg 1829 (Google Books).
  - Band 3: Vom Jahre 1268 bis 1492,  Hamburg 1829 (Google Books).
  - Band 4: Vom Jahre 1268 bis 1492, Hamburg 1830 (Google Books).
  - Band 5: Vom Jahre 1492 bis 1830 (Google Books) (964 Seiten).
- Herr Dr. Diesterweg und die deutschen Universitäten. Leipzig 1836.
- Über Burgenbau und Burgeneinrichtung in Deutschland vom 11ten bis zum 14ten Jahrhundert. In: Historisches Taschenbuch (Hrsg. Friedrich von Raumer), 8. Jg., Leipzig 1837, S. 165–245.
- Die Hegelingen. Actenstücke und Belege zu der s. g. Denunciation der ewigen Wahrheit. Eduard Anton, Halle 1838 (Google Books).
- Sendschreiben an J. Görres. Halle 1838.
- Signatura temporis. Halle 1849.
- Lehrbuch der Universalgeschichte. Halle 1849/56
- Leitfaden für den Unterricht in der Universalgeschichte. Halle 1838/40 (4 Bde.)
- Vorlesungen über die Geschichte des deutschen Volks und Reiches. Eduard Anton, Halle 1854/67 (5 Bde.)
  - Band 1: Vom Ursprung des deutschen Volkes bis zur Krönung Otto's 1., Halle 1854 (Google Books).
  - Band 2: Von Otto I. bis zu Friedrich I. Tod, Halle 1857  (Google Books).
  - Band 3: Von Heinrich VI. bis zum Tod König Wilhelms, Halle 1861 (Google Books).
  - Band 4: Die Territorien des deutschen Volkes im Mittelalter (Teil I), Halle 1865 (Google Books).
  - Band 5: Die Territorien des deutschen Volkes im Mittelalter (Teil II), Halle 1867  (Google Books).
- Studien und Skizzen zu einer Naturgeschichte des Staats. Halle 1833.
- Altsächsische und angelsächsische Sprachproben. Halle 1838.
- Bëówulf, dasz älteste deutsche, in angelsächsischer mundart erhaltene, heldengedicht nach seinem inhalte, und nach seinen historischen und mythologischen beziehungen betrachtet. Ein beitrag zur geschichte alter deutscher geisteszustände.  Eduard Anton, Halle 1839 (Google Books).
- Beowulf. Halle 1842/45 (2 Bde.)
- Rectitudines singularum personarum. Halle 1842.
- Die Malbergische Glosse. Berlin 1842/45 (2 Bde.)
- Ferienschriften. Halle 1847/52 (5 Bde.)
- Nominalistische Gedankenspäne. Reden und Aufsätze. Halle 1864
- Angelsächsisches Glossar. Halle 1872/77 (2 Bde.)
- Aus meiner Jugendzeit. Gotha 1880 (posthum)